# 安巴圖邁因蒂區
安巴圖邁因蒂區，是馬達加斯加的行政區，位於該國西部，由梅拉基區負責管轄，首府設於安巴圖邁因蒂，面積3,792平方公里，2011年人口27,876，人口密度每平方公里7人。